# Крутнів (Кременецький район)
Кру́тнів — село в Україні, у Лопушненській сільській громаді Кременецького району Тернопільської області. Розташоване на річці Іква, на заході району.
До 2015 підпорядковувалося Лопушненській сільській раді. Від вересня 2015 року ввійшло у склад Лопушненської сільської громади. До Крутнева приєднано хутори Козлів і Старости.

## Історія
Поблизу села виявлено археологічні пам'ятки ранньослов'янського часу.
Перша писемна згадка — 1545 р. як власність князя Дмитра «Байди» Вишневецького.
В першій половині 17 століття село було у складі Подільської губернії Російської імперії. Поруч із селом проходив кордон між Габсбурзькою монархією та Російською імперією.
На 1936 рік село входило до ґміни Почаїв Кременецького повіту. 
12 червня 2020 року, відповідно до розпорядження Кабінету Міністрів України № 724-р «Про визначення адміністративних центрів та затвердження територій територіальних громад Тернопільської області», увійшло до складу Лопушненської сільської громади.
19 липня 2020 року, в результаті адміністративно-територіальної реформи та ліквідації Кременецького (1940-2020) району, село увійшло до складу новоутвореного Кременецького району.

## Населення
Населення — 626 осіб (2001).
За даними перепису населення 2001 року мовний склад населення села був таким:

### Мова
Розподіл населення за рідною мовою за даними перепису 2001 року:
| Мова       | Кількість | Відсоток |
| ---------- | --------- | -------- |
| українська | 624       | 99.68%   |
| російська  | 2         | 0.32%    |
| Усього     | 626       | 100%     |

## Релігія
На території села знаходиться церква Різдва Пресвятої Богородиці  (1770, дерев'яна).

## Пам'ятки
Споруджено пам'ятник воїнам-односельцям, полеглим у другій світовій війні [ Ред. Велика вітчизняна] (1975, реконструйовано у 2010).
Поблизу села є ландшафтний заказник Крутнівська гора.

## Соціальна сфера
Діють загальноосвітня школа І-ІІ ступенів, клуб, бібліотека, ФАП.

## Відомі люди

### Народилися
- Дмитро Вонсик — український художник.

## Галерея

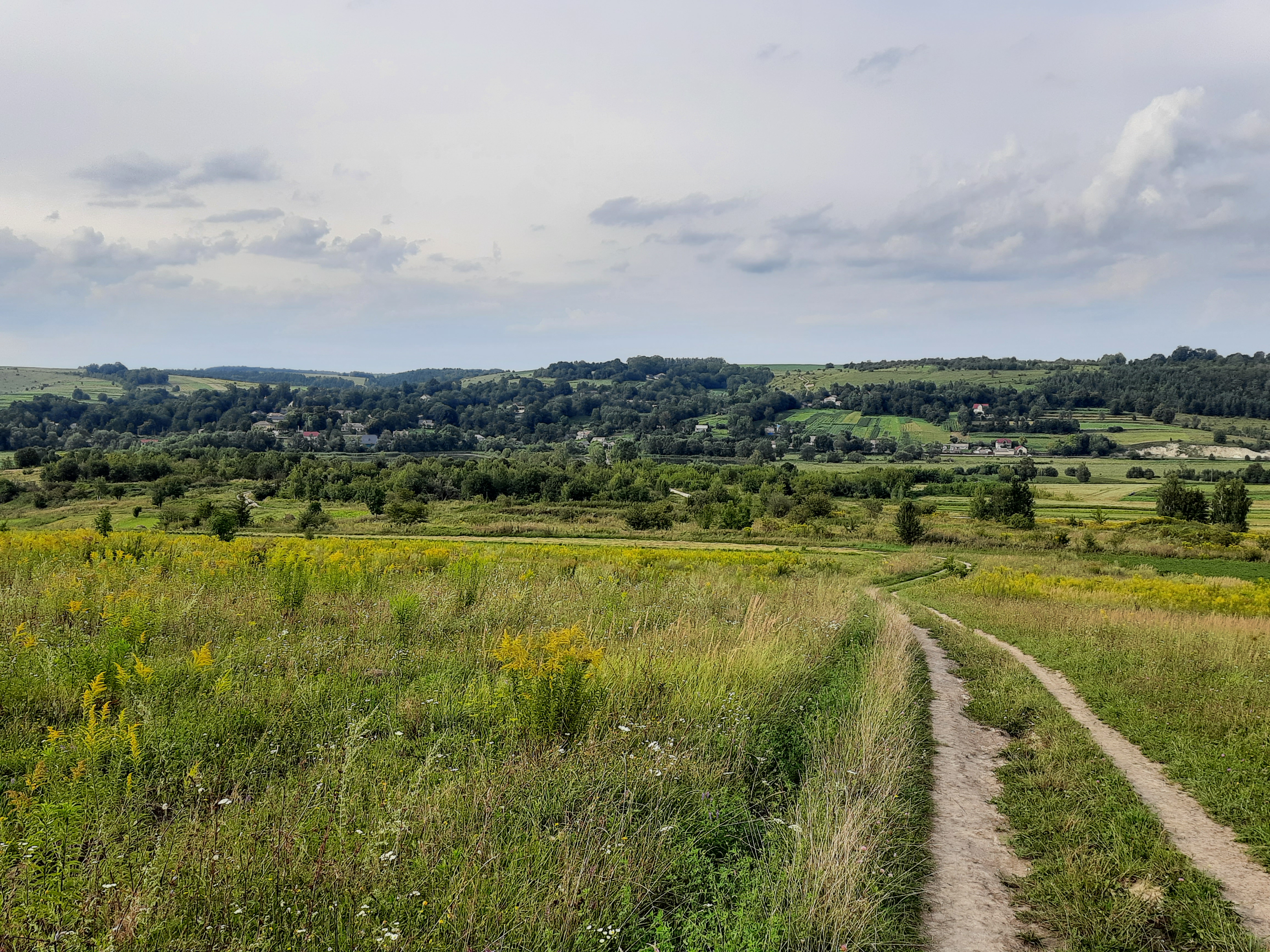
Вигляд на село
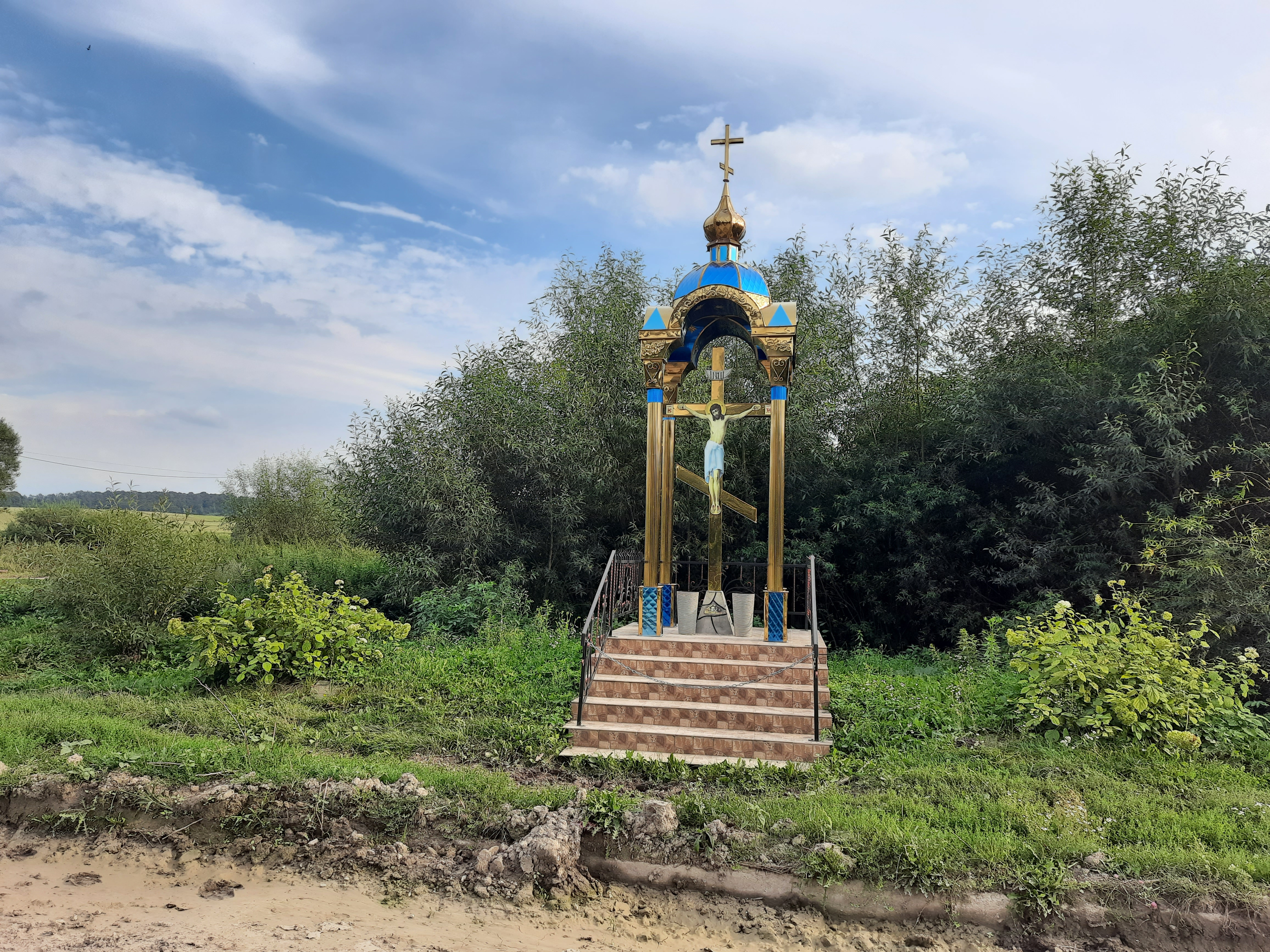
Капличка
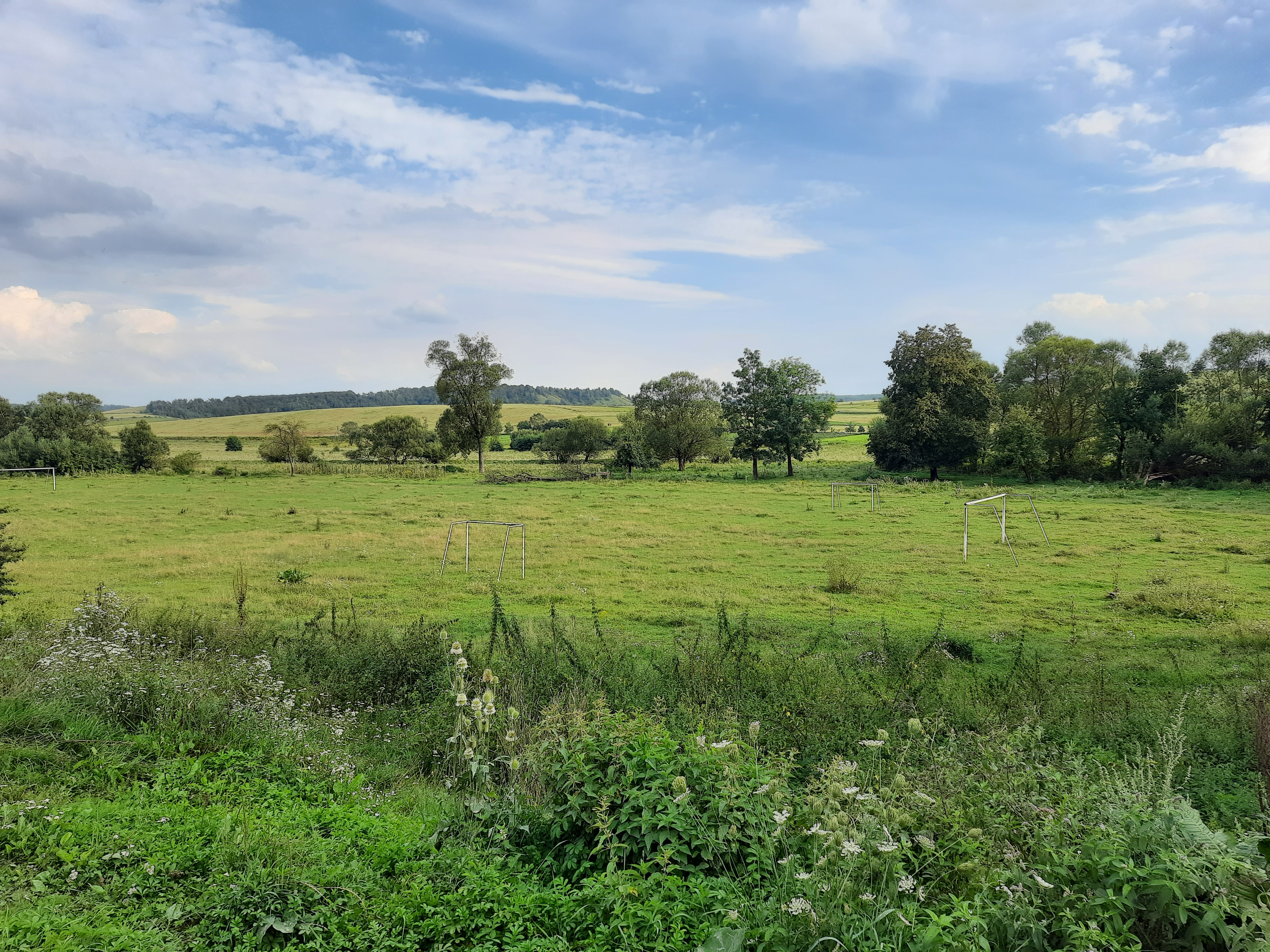
Краєвид біля села
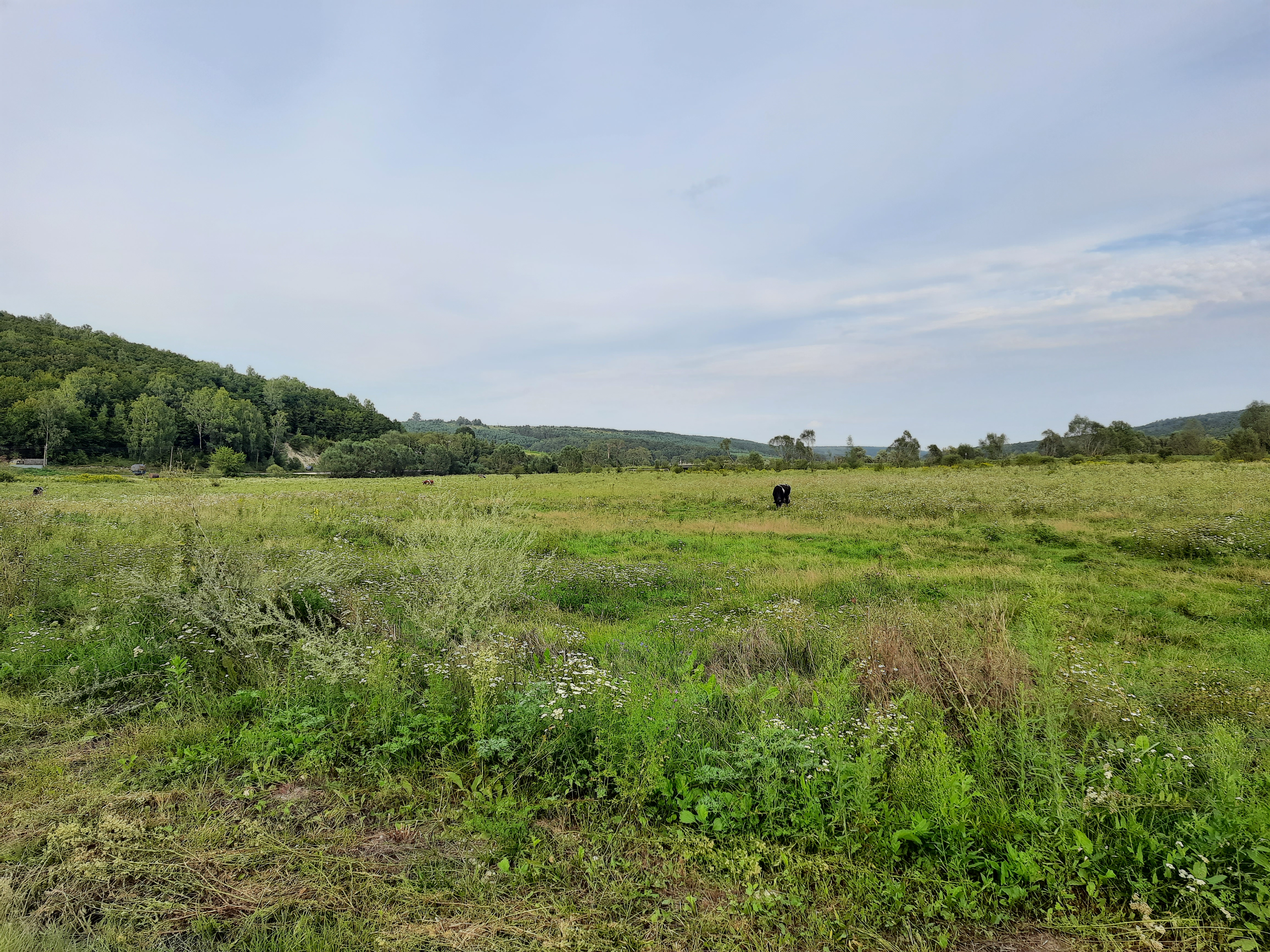
Краєвид біля села
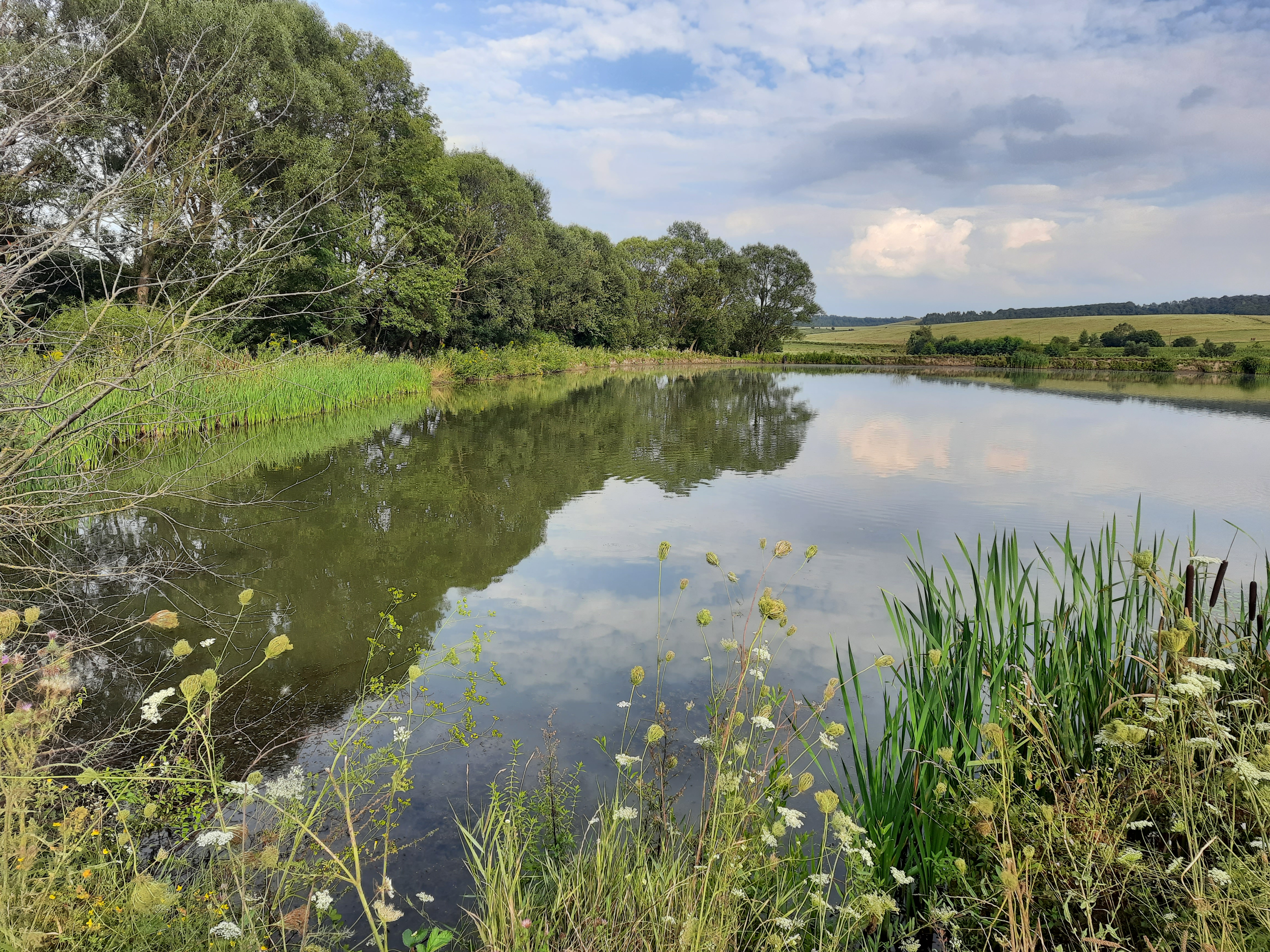
Став біля села